# Павел (консул 352 г.)
Вижте пояснителната страница за други личности с името Павел.
Павел (на латински: Paulus) е политик на Римската империя през 4 век.
През 352 г. Павел е консул на Запад заедно с Деценций, брат на узурпатора Магненций. Консулите на Изток са императорите Констанций II и Констанций Гал.